# Alcathousiella
Alcathousiella is een kevergeslacht uit de familie van de boktorren (Cerambycidae). De wetenschappelijke naam van het geslacht werd voor het eerst geldig gepubliceerd in 2005 door Monné.

## Soorten
Alcathousiella is monotypisch en omvat slechts de volgende soort:
- Alcathousiella polyrhaphoides (White, 1855)